# Тангенциальный треугольник

Тангенциальный треугольник A_{t}B_{t}C_{t} и ортотреугольник A_{h}B_{h}C_{h} для треугольника ABC.

Тангенциальный треугольник (от лат. tangens — касательный) — конструкция, дающая новый треугольник по данному треугольнику.
Если вокруг данного треугольника {\displaystyle \triangle ABC} описать окружность, то треугольник {\displaystyle \triangle A'B'C'} образованный тремя прямыми касательными к окружности проведёнными через вершины  {\displaystyle A}, {\displaystyle B} и {\displaystyle C} называется тангенциальным.

## Координаты вершин
Трилинейные координаты вершин тангенциального треугольника
{\displaystyle A'=-a:b:c}
{\displaystyle B'=a:-b:c}
{\displaystyle C'=a:b:-c}

## Свойства
- Стороны тангенциального треугольника {\displaystyle \triangle A'B'C'} антипараллельны соответствующим противоположным сторонам данного треугольника (по свойству антипараллельности касательных к окружности).
- Стороны тангенциального треугольника параллельны соответствующим сторонам ортотреугольника.
- Вписанная в тангенциальный треугольник {\displaystyle \triangle A'B'C'} окружность является описанной окружностью по отношению к данному треугольнику {\displaystyle \triangle ABC}.
- И обратно: центр вписанной в тангенциальный треугольник {\displaystyle \triangle A'B'C'} окружности совпадает с центром окружности, описанной около данного треугольника {\displaystyle \triangle ABC}.
- Связь между углами тангенциального треугольника и данного треугольника ΔABC
{\displaystyle \ A'=\pi -2A;} {\displaystyle \ B'=\pi -2B;} {\displaystyle \ C'=\pi -2C.}
- Для данного треугольника {\displaystyle \triangle ABC} его тангенциальный треугольник {\displaystyle \triangle A'B'C'} и ортотреугольник {\displaystyle \triangle A''B''C''} подобны.
- Площадь данного треугольника {\displaystyle \triangle ABC} равна среднему геометрическому между площадями тангенциального треугольника и ортотреугольника.
- Площадь тангенциального треугольника равна[1]:
{\displaystyle S_{tan}={\frac {S(2abc)^{2}}{(a^{2}+b^{2}-c^{2})(a^{2}+c^{2}-b^{2})(b^{2}+c^{2}-a^{2})}}}

где {\displaystyle S} — площадь треугольника {\displaystyle \triangle ABC}; {\displaystyle a,b,c} — его соответствующие стороны. Или
{\displaystyle S_{tan}={\frac {1}{2}}|S\sec A\sec B\sec C|}
- Стороны тангенциального треугольника равны[2]
{\displaystyle a'={\frac {2a^{3}bc}{|a^{4}-(b^{2}-c^{2})^{2}|}}}
{\displaystyle b'={\frac {2ab^{3}c}{|b^{4}-(c^{2}-a^{2})^{2}|}}}
{\displaystyle c'={\frac {2abc^{3}}{|c^{4}-(b^{2}-a^{2})^{2}|}}}
- Стороны тангенциального треугольника антипараллельны соответствующим противоположным сторонам данного треугольника (по свойству антипараллельности касательных к окружности).

## Замечательные точки
Следующая таблица даёт соответствие замечательных точек тангенциального треугольника с центрами исходного треугольника. Xn означает индекс замечательной точки в списке Кимберлинга.
| Xn   | Центр тангенциального треугольника | Xn    | Центр исходного треугольника                            |
| ---- | ---------------------------------- | ----- | ------------------------------------------------------- |
| X2   | центроид треугольника              | X154  | X3 чева-сопряженная точка к X6                          |
| X3   | центр описанной окружности         | X26   | центр описанной окружности тангенциального треугольника |
| X4   | ортоцентр                          | X155  | собственный центр ортотреугольника                      |
| X5   | центр девяти точек                 | X156  | X5 тангенциального треугольника                         |
| X6   | точка пересечения симедиан         | X157  | X6 тангенциального треугольника                         |
| X30  | бесконечная точка прямой Эйлера    | X1154 | изогональное сопряжение точки X1141                     |
| X523 | изогональное сопряжение точки X110 | X1510 | кросс-разность точек Наполеона                          |